# Aegiceras corniculatum
Aegiceras corniculatum е вид растение от семейство Myrsinaceae. Видът е незастрашен от изчезване.

## Разпространение
Разпространен е в Австралия, Бангладеш, Бруней, Камбоджа, Китай, Индия, Индонезия, Малайзия, Мианмар, Папуа-Нова Гвинея, Филипини, Сингапур, Соломоновите острови, Шри Ланка, Тайван, Тайланд и Виетнам.